# Нововелідницька сільська рада
Нововелідницька сільська рада — колишня адміністративно-територіальна одиниця та орган місцевого самоврядування у Лугинському, Словечанському і Овруцькому районах Коростенської і Волинської округ, Київської й Житомирської областей Української РСР та України з адміністративним центром у с. Нові Велідники.

## Населені пункти
Сільській раді були підпорядковані населені пункти:
- с. Нові Велідники
- с. Іллімка
- с. Красилівка
- с. Прибитки
- с. Сорокопень
- с. Старі Велідники
- с. Чабан

## Населення
Кількість населення ради, станом на 1923 рік, становила 1 607 осіб, кількість дворів — 311.
Кількість населення сільської ради, станом на 1924 рік, становила 1 751 особу.
Відповідно до результатів перепису населення СРСР, кількість населення ради, станом на 12 січня 1989 року, становила 3 943 особи.
Станом на 5 грудня 2001 року, відповідно до перепису населення України, кількість мешканців сільської ради становила 3 260 осіб.

## Склад ради
Рада складалася з 20 депутатів та голови.

### Керівний склад сільської ради
| ПІБ                       | Основні відомості                                                         | Дата обрання | Дата звільнення |
| ------------------------- | ------------------------------------------------------------------------- | ------------ | --------------- |
| Романуха Петро Андрійович | Сільський голова, 1961 року народження, освіта, безпартійний              | 26.03.2006   | 31.10.2010      |
| Романуха Петро Андрійович | Сільський голова, 1961 року народження, освіта вища, член Партії регіонів | 31.10.2010   |                 |

Примітка: таблиця складена за даними джерела

## Історія
Створена 1923 року в складі містечка Веледники (згодом — Нові Велідники) та с. Старі Веледники (згодом — Старі Велідники) Норинської волості Овруцького повіту Волинської губернії.
Станом на 1 вересня 1946 року сільська рада входила до складу Словечанського району Житомирської області, на обліку в раді перебували села Нові Велідники та Старі Велідники.
11 серпня 1954 року, відповідно до указу Президії Верховної ради Української РСР «Про укрупнення сільських рад по Житомирській області», до складу ради включено села Іллімка та Сорокопень ліквідованої Сорокопенської сільської ради Словечанського району. 2 вересня 1954 року, відповідно до рішення Житомирського облвиконкому № 1087 «Про перечислення населених пунктів в межах районів Житомирської області», с. Старі Велідники передане до складу Прибитківської сільської ради Словечанського району. 5 березня 1959 року, відповідно до рішення Житомирського ОВК № 161 «Про ліквідацію та зміну адміністративно-територіального поділу окремих сільських рад області», підпорядковано села Красилівка, Прибитки, Старі Велідники та Чабан ліквідованих Красилівської та Прибитківської сільських рад Словечанського району.
На 1 січня 1972 року сільська рада входила до складу Овруцького району Житомирської області, на обліку в раді перебували села Іллімка, Красилівка, Нові Велідники, Прибитки, Сорокопень, Старі Велідники та Чабан.
Виключена з облікових даних 17 липня 2020 року. Територію та населені пункти ради, відповідно до розпорядження Кабінету Міністрів України № 711-р від 12 червня 2020 року «Про визначення адміністративних центрів та затвердження територій територіальних громад Житомирської області», включено до складу Словечанської сільської територіальної громади Коростенського району Житомирської області.
Входила до складу Лугинського (7.03.1923 р.), Словечанського (25.01.1926 р.) та Овруцького (30.12.1962 р.) районів.